# Wenecja (Kutno)
Wenecja – część Kutna położona na lewym brzegu rzeki Ochni.

## Historia
Pierwsze wzmianki o Wenecji, zwanej kiedyś „Nowym Kutnem” pochodzą z 1902 r. W latach 20. XX wieku powstał tu nowoczesny młyn motorowy którego mechanizm pracuje do dziś. Dzielnica jednak prawdziwy rozkwit przeżyła w latach 30., kiedy to zaczęto budować mosty łączące Wenecję z miastem, a mieszkańcy Kutna bardzo chętnie budowali tam swoje nowe domy i warsztaty. Największym problemem osady była konieczność uregulowania koryta rzeki Ochni. W latach 1931 i 1937 dochodzi do zalania nowego Kutna. Najprawdopodobniej właśnie w tym okresie powstała potoczna nazwa dzielnicy Wenecja, właśnie przez częste powodzie, jak również ze względu na dużą – wzorem włoskiego miasta – liczbę mostów.

## Obecnie
Obecnie Wenecja to głównie bloki i domy jednorodzinne. Znajduje się tam kościół ewangelicko-augsburski wzniesiony w 1881 r. Dawny charakter dzielnicy można dostrzec spacerując aleją kasztanową wzdłuż ul. Sienkiewicza.
W skład Wenecji wchodzi osiedle Kopernika